# Liste der Bodendenkmäler in Unsleben
Auf dieser Seite sind die Bodendenkmäler in der oberfränkischen Gemeinde Unsleben zusammengestellt. Diese Tabelle ist eine Teilliste der Liste der Bodendenkmäler in Bayern. Grundlage ist die Bayerische Denkmalliste, die auf Basis des Bayerischen Denkmalschutzgesetzes vom 1. Oktober 1973 erstmals erstellt wurde und seither durch das Bayerische Landesamt für Denkmalpflege geführt wird. Die folgenden Angaben ersetzen nicht die rechtsverbindliche Auskunft der Denkmalschutzbehörde.

## Bodendenkmäler der Gemeinde Unsleben

### Gemarkung Heustreu
| Lage                | Objekt                                                                   | Akten-Nr.     | Bild |
| ------------------- | ------------------------------------------------------------------------ | ------------- | ---- |
| Heustreu (Standort) | Siedlung der Urnenfelderzeit, der Hallstattzeit und jüngeren Latènezeit. | D-6-5627-0022 |      |

### Gemarkung Unsleben
| Lage                | Objekt | Akten-Nr.     | Bild |
| ------------------- | --- | ------------- | ---- |
| Unsleben (Standort) | Siedlung der Linearbandkeramik, des Mittelneolithikums, der Urnenfelderzeit und der Hallstattzeit, Brandgräber der Urnenfelderzeit sowie mittelalterliche Wüstung Kornbrunnen. | D-6-5627-0023 |      |
| Unsleben (Standort) | Siedlung der Frühlatènezeit. | D-6-5627-0044 |      |
| Unsleben (Standort) | Siedlung der Hallstattzeit. | D-6-5627-0045 |      |
| Unsleben (Standort) | Archäologische Befunde des Mittelalters und der frühen Neuzeit im Bereich der ehemalige Katholischen Pfarrkirche St. Maria und Hl. Kreuz sowie im Bereich der im 20. Jh. errichteten Katholischen Pfarrkirche Kreuzauffindung von Unsleben mit ehemalige Kirchhofgaden und Körpergräbern im Kirchhofbereich. | D-6-5627-0145 |      |
| Unsleben (Standort) | Archäologische Befunde des Mittelalters und der frühen Neuzeit im Bereich des Wasserschlosses in Unsleben mit Mauer und Graben sowie Wirtschaftsgebäuden und frühneuzeitlichem Schlossgarten. | D-6-5627-0146 |      |